# Giovanni Granelli
Pour les articles homonymes, voir Granelli.
Giovanni Granelli, né à Gênes le 15 avril 1703 et mort le 3 mars 1770 à Modène, est un jésuite, théologien et écrivain italien.

## Biographie
Professeur de belles-lettres à l'université de Padoue, il est appelé à Vienne par Marie-Thérèse en 1761 et devient bibliothécaire et théologien du duc François II ainsi que recteur du collège de Modène où il finit sa carrière.

## Œuvres
- Lezioni morali, istoriche, critiche e cronologiche sul Genesi, sull’Esodo, de’ Numeri, del Deuteronomio, di Giosuè, de Giudici, dei Re, Parme, 1766 ; Modène, 1768, 1770. Cette dernière édition, donnée par Bettinelli, est augmentée d’un éloge de l’auteur et de commentaires sur les autres livres de la Bible, qui en font un cours complet sur l’Écriture sainte.
- Carêmes et panégyriques (en italien), Modène, 1771.
- Discours et poésies (idem), ibid., 1772, in -4°. On y trouve les quatre célèbres tragédies de l’auteur, intitulées Sedecia, Manasse, Dione et Seila, qui avaient déjà été imprimées séparément et traduites en diverses langues. Son éloge par Bettinelli, son ancien confrère, est inséré à la suite des tragédies de ce dernier.